# Démographie de la Biélorussie
Cet article contient des statistiques sur la démographie de la Biélorussie.

## Évolution de la population

Évolution de la démographie entre 1960 et 2015. Population en milliers d'habitants.

On constate que la population du pays augmente entre 1960 et 1993, diminue entre 1993 et 2012, puis stagne depuis 2012.

## Natalité
| Année | Fécondité | Année | Fécondité | Année | Fécondité | Année | Fécondité | Année | Fécondité | Année | Fécondité |
| ----- | --------- | ----- | --------- | ----- | --------- | ----- | --------- | ----- | --------- | ----- | --------- |
| 1960  | 2,80      | 1970  | 2,30      | 1980  | 2,04      | 1990  | 1,90      | 2000  | 1,31      | 2010  | 1,49      |
| 1961  | 2,61      | 1971  | 2,34      | 1981  | 2,08      | 1991  | 1,79      | 2001  | 1,27      | 2011  | 1,52      |
| 1962  | 2,57      | 1972  | 2,36      | 1982  | 2,02      | 1992  | 1,75      | 2002  | 1,20      | 2012  | 1,62      |
| 1963  | 2,46      | 1973  | 2,29      | 1983  | 2,09      | 1993  | 1,60      | 2003  | 1,22      | 2013  | 1,67      |
| 1964  | 2,36      | 1974  | 2,24      | 1984  | 2,14      | 1994  | 1,51      | 2004  | 1,22      | 2014  | 1,69      |
| 1965  | 2,27      | 1975  | 2,20      | 1985  | 2,09      | 1995  | 1,38      | 2005  | 1,21      | 2015  | 1,71      |
| 1966  | 2,28      | 1976  | 2,16      | 1986  | 2,11      | 1996  | 1,31      | 2006  | 1,29      | 2016  | 1,73      |
| 1967  | 2,26      | 1977  | 2,11      | 1987  | 2,04      | 1997  | 1,23      | 2007  | 1.37      | 2017  | 1,54      |
| 1968  | 2,23      | 1978  | 2,08      | 1988  | 2,04      | 1998  | 1,26      | 2008  | 1,42      | 2018  | 1,46      |
| 1969  | 2,18      | 1979  | 2,05      | 1989  | 2,02      | 1999  | 1,29      | 2009  | 1,51      | 2019  | 1,40      |

## Situation démographique en 2012
En 2013 avec un taux de natalité de 12,5 % (contre 12,2 % en 2012), la Biélorussie a enregistré 118 463 naissances, ce qui représente le plus grand nombre de naissances enregistré depuis 1993 (117,384 naissances). Au cours de l'année 2012, 49,4 % des naissances étaient de l'ordre du 2e enfant, 38,3 % des naissances étaient de l'ordre du 1er enfant et 12,3 % des naissances étaient supérieurs à 3 enfants. De même, le nombre de mère donnant naissance hors mariage a connu une forte diminution, passant de 24,2 % en 2005 à 18,2 % en 2012.
Le taux de mortalité a été en forte diminution, en passant de 14,3 % (135,099 décès) en 2011 à 13,4 % (126,531 décès) en 2012 (soit la plus importante diminution de la mortalité enregistrée dans n'importe quelle autre pays européen au cours de la même période) pour passer ensuite à 13,3 % en 2013 (125,872 décès).
L'organisation humanitaire internationale « Save the Children », dans le classement des 176 pays désignant les conditions les plus favorables pour la maternité en 2013, a classé la Biélorussie à la 26e place (la France siégeait en 16e place) ; en comparaison, les États-Unis figuraient à la 30e place, la Russie à la 59e, l'Ukraine à la 74e et la Lituanie à la 76e place. La tête du classement comptait respectivement la Finlande, la Suède et la Norvège. Inversement, selon les experts internationaux, le Congo avait la place du pays comptant les conditions les plus défavorables pour la maternité.

## La Politique familiale
Depuis 1997, l'administration du président Loukachenko a voté une multitude de mesures destinées à stimuler la natalité et le nombre d'enfants par femme, faisant de la Biélorussie un des pays disposant d'une politique nataliste parmi les plus généreuses au monde.
En ce qui concerne l'année 2013, les prestations forfaitaires natalistes comprenaient :
- Un congé maternité dont la durée peut durer du jour de la naissance de l'enfant jusqu'à ses 3 ans.
- Une prime forfaitaire de naissance variant de 10 621 095 à 14 873 199 BYR (soit de 1159 à 1623 $).
- Les allocations familiales, quant à elles, varient d'une somme dépendant de 35 à 40 % du salaire moyen national, allant de 1 814 475 à 2 071 067 BYR (soit de 198 à 226 $).
- L'État biélorusse finance gratuitement aux couples infertiles le traitement de la FIV. Cette mesure s'explique par les conséquences de la catastrophe nucléaire de Tchernobyl, en raison de laquelle environ 15 à 17 % des couples en âge de procréer souffrent de nombreux problèmes de fertilité[réf. nécessaire]. De même, l'État encourage et rémunère les femmes pratiquant la gestation pour autrui afin d'encadrer pleinement la pratique et d'éviter les dérives qu'elles engendraient dans le cadre du domaine privé.
- Afin de mieux encourager la stimulation de la natalité, Alexandre Loukachenko, dans son discours du 8 octobre 2013, affirme son intention d'améliorer la prime de naissance pour la faire monter à 91 652 074 BYR (soit 10 000 USD).

## Estimation de la population immigrée en Biélorussie
| Pays d'origine                   | 2015      |
| -------------------------------- | --------- |
| Russie                           | 682 362   |
| Ukraine                          | 225 734   |
| Kazakhstan                       | 69 957    |
| Lituanie                         | 17 385    |
| Ouzbékistan                      | 14 788    |
| Azerbaïdjan                      | 13 493    |
| Lettonie                         | 10 486    |
| Géorgie                          | 8 507     |
| Moldavie                         | 7 608     |
| Arménie                          | 5 728     |
| Tadjikistan                      | 5 679     |
| Turkménistan                     | 5 464     |
| Kirghizistan                     | 5 234     |
| Estonie                          | 3 243     |
| Finlande                         | 2 111     |
| Population immigrée totale       | 1 082 905 |
| Population totale en Biélorussie | 9 481 000 |

## Sources
1. ↑  Indicateurs du World-Factbook publié par la CIA.
2. ↑  Le taux de variation de la population 2018 correspond à la somme du solde naturel 2018 et du solde migratoire 2018 divisée par la population au 1er janvier 2018.
3. ↑  Indicateurs du World-Factbook publié par la CIA.
4. ↑  L'indicateur conjoncturel de fécondité (ICF) pour 2018 est la somme des taux de fécondité par âge observés en 2018. Cet indicateur peut être interprété comme le nombre moyen d'enfants qu'aurait une génération fictive de femmes qui connaîtrait, tout au long de leur vie féconde, les taux de fécondité par âge observés en 2018. Il est exprimé en nombre d’enfants par femme. C’est un indicateur synthétique des taux de fécondité par âge de 2018.
5. ↑  Indicateurs du World-Factbook publié par la CIA.
6. ↑   Le taux de natalité 2018 est le rapport du nombre de naissances vivantes en 2018 à la population totale moyenne de 2018.
7. ↑  Indicateurs du World-Factbook publié par la CIA.
8. ↑   Le taux de mortalité 2018 est le rapport du nombre de décès, au cours de 2018, à la population moyenne de 2018.
9. ↑  Indicateurs du World-Factbook publié par la CIA.
10. ↑  Le taux de mortalité infantile est le rapport entre le nombre d'enfants décédés à moins d'un an et l'ensemble des enfants nés vivants.
11. ↑  L'espérance de vie à la naissance en 2018 est égale à la durée de vie moyenne d'une génération fictive qui connaîtrait tout au long de son existence les conditions de mortalité par âge de 2018. C'est un indicateur synthétique des taux de mortalité par âge de 2018.
12. ↑  L'âge médian est l'âge qui divise la population en deux groupes numériquement égaux, la moitié est plus jeune et l'autre moitié est plus âgée.
13. ↑  (en) « International Organization for Migration », sur iom.int via Wikiwix (consulté le 17 juin 2023).